# 遗忘曲线

典型的遗忘曲线

遗忘曲线（Forgetting curve）是用于表述记忆中的中长期记忆的遗忘率的一种曲线。这一曲线最早由心理学家赫尔曼·艾宾浩斯通过自己1880年到1885年的实验提出。在这一实验中，艾宾浩斯使用了一些毫无意义的字母组合。通过记忆这些字母组合，并在一系列时间间隔后检查遗忘率，得到了这一曲线。因此，这一曲线又叫艾宾浩斯遗忘曲线。

## 理论基础
艾宾浩斯遗忘曲线——记忆过程记忆的保持在时间上是不同的，有短期记忆和长期记忆两种。平时的记忆的过程是：输入的信息在经过人的注意过程的学习后，便成为了人的短期的记忆，再经过进一步强化后成为长期记忆。长期记忆的保持时间有长有短，如果不经过及时的复习，这些记住过的东西就会遗忘，而经过了及时的复习，长期记忆就会继续保持下去。那么，对于我们来讲，怎样才叫做遗忘呢，所谓遗忘就是我们对于曾经记忆过的东西不能再认起来，也不能回忆起来，或者是错误的再认和错误的回忆，这些都是遗忘。艾宾浩斯在做这个实验的时候是拿自己作为测试对象的，他得出了一些关于记忆的结论。他选用了一些根本没有意义的音节，也就是那些不能拼出单词来的众多字母的组合，比如「asww」、「cfhhj」、「ijikmb」、「rfyjbc」等等。他经过对自己的测试，得到了一些数据。
艾宾浩斯遗忘曲线——记住的知识数量然后，艾宾浩斯又根据了这些点描绘出了一条曲线，这就是非常有名的揭示遗忘规律的曲线：艾宾浩斯遗忘曲线，图中竖轴表示学习中记住的知识数量，横轴表示时间(天数)，曲线表示记忆量变化的规律。这条曲线告诉人们在学习中的遗忘是有规律的，遗忘的进程不是均衡的，不是固定的一天丢掉几个都是十分相似的，但是现实中每个人的遗忘速度是十分不相同的，其中的原因是每个人对于信息的理解程度不同。然而，其他的科学家发现年龄并不会影响遗忘的速度。虽然随着年龄的增长，人们的记忆能力会总体下降，也就是说老年人能够记住的信息会相对减少，然而一旦信息已经被记住之后，老年人对于信息的遗忘速度并不比年轻人快。

## 結果
20分钟后，42%被遗忘掉，58%被记住。
1小时后，56%被遗忘掉，44%被记住。
1天后，74%被遗忘掉，26%被记住。
1周后，77%被遗忘掉，23%被记住。
1个月后，79%被遗忘掉，21%被记住。
考察从记忆开始，1天后大部分内容被遗忘掉，但是一天之后的遗忘率开变得平缓。但是，艾宾浩斯的实验中使用的是毫无意义的字母组合，因此，相对于有意义的词汇而言，其实验没有可比性和参照性的指责也同时存在。并且，再认知可能的遗忘与完全遗忘也没有被区分开来。
近似公式：
{\displaystyle R=e^{-{\frac {t}{S}}}}，其中{\displaystyle R}是被记忆的内容，{\displaystyle S}是相对记忆强度，{\displaystyle t}是时间。

## 参看
- 遗忘
- 斐波那契數列

## 外部連結
- Curve of Forgetting（遗忘曲线）
- Journa of Mathematical Psychology